# Narangodes
Narangodes é um gênero de traça pertencente à família Arctiidae.